# Mouhers
Mouhers és un municipi francès, situat al departament de l'Indre i a la regió de Centre – Vall del Loira. L'any 2007 tenia 243 habitants.

## Demografia

### Població
El 2007 la població de fet de Mouhers era de 243 persones. Hi havia 110 famílies, de les quals 36 eren unipersonals (16 homes vivint sols i 20 dones vivint soles), 31 parelles sense fills, 31 parelles amb fills i 12 famílies monoparentals amb fills.
La població ha evolucionat segons el següent gràfic:
Habitants censats

### Habitatges
El 2007 hi havia 160 habitatges, 108 eren l'habitatge principal de la família, 27 eren segones residències i 25 estaven desocupats. Tots els 159 habitatges eren cases. Dels 108 habitatges principals, 92 estaven ocupats pels seus propietaris, 12 estaven llogats i ocupats pels llogaters i 4 estaven cedits a títol gratuït; 1 tenia una cambra, 8 en tenien dues, 26 en tenien tres, 43 en tenien quatre i 30 en tenien cinc o més. 79 habitatges disposaven pel capbaix d'una plaça de pàrquing. A 53 habitatges hi havia un automòbil i a 41 n'hi havia dos o més.

### Piràmide de població
La piràmide de població per edats i sexe el 2009 era:
| Homes | Edats   | Dones |
| ----- | ------- | ----- |
| 4     | 95 o +  | 0     |
| 0     | 90 a 94 | 0     |
| 0     | 85 a 89 | 0     |
| 4     | 80 a 84 | 0     |
| 8     | 75 a 79 | 12    |
| 12    | 70 a 74 | 12    |
| 4     | 65 a 69 | 8     |
| 8     | 60 a 64 | 8     |
| 4     | 55 a 59 | 8     |
| 16    | 50 a 54 | 16    |
| 12    | 45 a 49 | 0     |
| 4     | 40 a 44 | 12    |
| 4     | 35 a 39 | 4     |
| 8     | 30 a 34 | 12    |
| 8     | 25 a 29 | 0     |
| 4     | 20 a 24 | 8     |
| 8     | 15 a 19 | 8     |
| 4     | 10 a 14 | 0     |
| 8     | 5 a 9   | 0     |
| 4     | 0 a 4   | 20    |

## Economia
El 2007 la població en edat de treballar era de 159 persones, 116 eren actives i 43 eren inactives. De les 116 persones actives 107 estaven ocupades (60 homes i 47 dones) i 9 estaven aturades (6 homes i 3 dones). De les 43 persones inactives 15 estaven jubilades, 14 estaven estudiant i 14 estaven classificades com a «altres inactius».

### Ingressos
El 2009 a Mouhers hi havia 117 unitats fiscals que integraven 244 persones, la mediana anual d'ingressos fiscals per persona era de 14.030 €.

### Activitats econòmiques
Dels 5 establiments que hi havia el 2007, 2 eren d'empreses extractives, 1 d'una empresa de comerç i reparació d'automòbils, 1 d'una empresa d'hostatgeria i restauració i 1 d'una empresa classificada com a «altres activitats de serveis».
Els 2 serveis als particulars que hi havia el 2009 eren restaurants.
L'any 2000 a Mouhers hi havia 32 explotacions agrícoles que ocupaven un total de 1.575 hectàrees.

## Poblacions més properes
El següent diagrama mostra les poblacions més properes.